# Mônica Carvalho

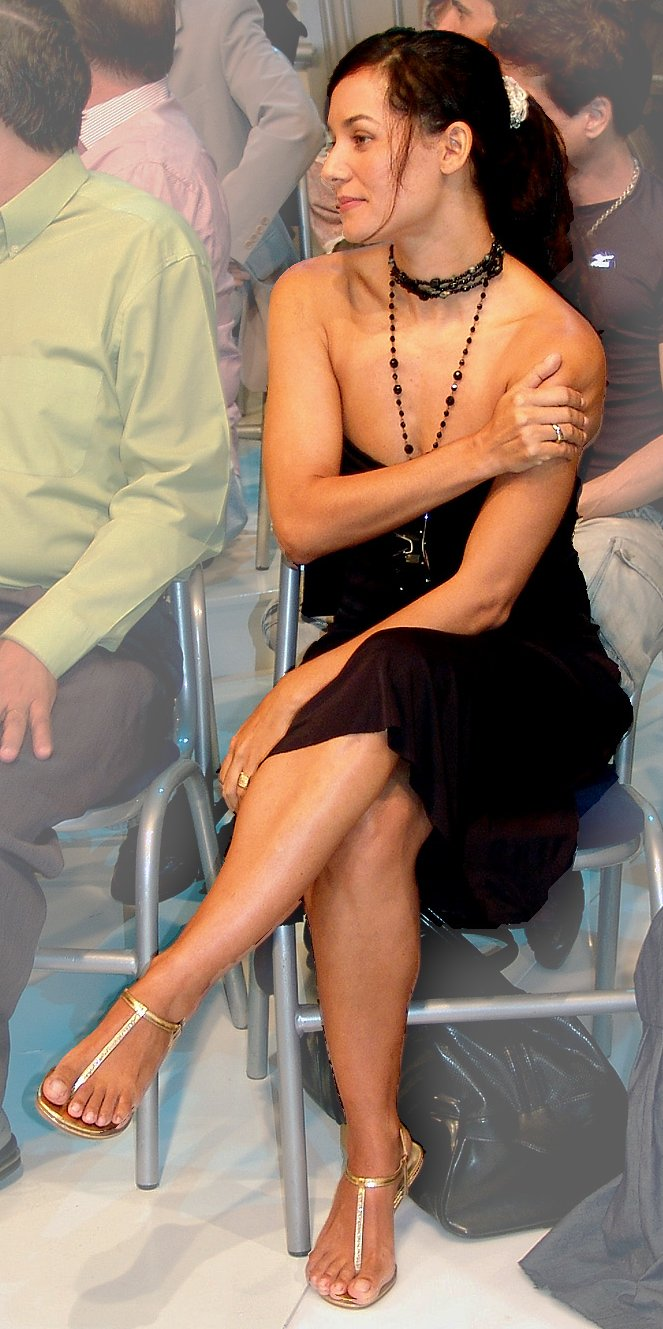
Mônica Carvalho

Mônica Rodrigues Carvalho (n. 28 martie 1971, Rio de Janeiro, Rio de Janeiro, Brazilia) este o actriță braziliană.

## Filmografie

### Televiziune
- 1993 - Mulheres de Areia
- 1994 - Confissões de Adolescente .... Fernanda
- 1994 - Quatro por Quatro
- 1995 - História de Amor .... Neusa
- 1996 - A Vida como Ela É...
- 1997 - Malhação .... Naomi
- 1997 - A Indomada .... Maribel
- 1998 - Corpo Dourado .... Clara
- 1999 - Você Decide
- 1999 - Malhação .... Verônica
- 2000 - Você Decide
- 2001 - Porto dos Milagres .... Maria do Socorro (Socorrinho)
- 2003 - Chocolate com Pimenta .... Gigi
- 2006 - Cidadão Brasileiro .... Maura
- 2007 - Caminhos do Coração .... Amália
- 2008 - Os Mutantes - Caminhos do Coração .... Amália
- 2010 - Uma Rosa com Amor .... Nara Paranhos de Vasconcelos
- 2011 - Fina Estampa .... Glória Monteiro
- 2017 - Tempo de Amar .... Ismênia